# Yasmina Khadra
Mohammed Moulessehoul, meglio noto con lo pseudonimo femminile di Yasmina Khadra (in arabo ياسمينة خضراء‎?) (10 gennaio 1955), è uno scrittore algerino.
Membro dell'esercito fu testimone diretto della sanguinosa guerra civile che devastò l'Algeria per oltre un decennio, fu costretto per motivi di censura a usare lo pseudonimo femminile di Yasmina Khadra.
Ha esordito come scrittore nel 1998 con il romanzo Morituri, seguito poco dopo da Doppio bianco, che lo hanno fatto conoscere prima in Francia, dove si è autoesiliato, e poi in tutto il mondo. Il genere utilizzato è di stampo poliziesco, ma il suo è solo un pretesto per penetrare nei meandri della società algerina, sempre in bilico tra un fondamentalismo feroce e una classe politica altrettanto spietata, dimentica da tempo dei valori della rivoluzione indipendentista che l'ha generata.

## Opere

### Serie del commissario Llob
- Il pazzo col bisturi (Le Dingue au bistouri, 1990, 1999), trad. di Roberto Marro, Collana La metà oscura, Torino, Edizioni del Capricorno, 2017, ISBN 978-88-770-7349-5.
- Morituri (Morituri, 1997), trad. di Maurizio Ferrara, Collana Dal mondo, Roma, e/o, 1998, ISBN 978-88-764-1344-5.
- La parte del morto (La Part du Mort, 2004), trad. di Roberto Alajmo e Annick Le Jan, Collana Strade blu. Fiction, Milano, Mondadori, 2005, ISBN 978-88-045-3918-6; Collana Piccola Biblioteca Oscar n.670, Mondadori, 2010, ISBN 978-88-045-9862-6.

### Altri romanzi
- Amen, 1984, pubblicazione dell'autore, Paris. [novelle]
- Houria, 1984, ENAL, Alger. [novelle]
- La Fille du pont, 1985, ENAL. [novelle]
- El Kahira - cellule de la mort, 1986, ENAL. [romanzo]
- De l'autre côté de la ville, 1988, L'Harmattan, Paris. [romanzo]
- Le Privilège du phénix, 1989, ENAL. [romanzo]
- La Foire des enfoirés, 1993, Laphomic.
- L'Automne des chimères, Paris, Baleine, 1998.
- Doppio bianco (Double blanc, 1998), trad. di Stefania Cherchi, Collana Dal mondo, Roma, e/o, 1999, ISBN 978-88-764-1383-4.
- Gli agnelli del Signore (Les Agneaux du Seigneur, 1998), trad. Marco Bellini, Collana Piccola Biblioteca Oscar n.648, Milano, Mondadori, 2009, ISBN 978-88-045-9276-1.
- Cosa sognano i lupi? (À quoi rêvent les loups, 1999), trad. di Yasmina Mélaouah, Collana I Narratori n.589, Milano, Feltrinelli, marzo 2001, ISBN 978-88-070-1589-2; Collana Piccola Biblioteca Oscar, Milano, Mondadori, 2008, ISBN 978-88-045-7735-5; Collana La memoria n.1293, Palermo, Sellerio, 2024, ISBN 978-88-389-4627-1.
- L'Écrivain, 2001, Julliard.
- L'Imposture des mots, 2002, Julliard.
- Le rondini di Kabul (Les Hirondelles de Kaboul, 2002), trad. di Marco Bellini, Collana Scrittori italiani e stranieri, Milano, Mondadori, 2003, ISBN 978-88-045-1930-0; con una Nota dell'autore scritta nel settembre 2021, Collana La memoria n.1210, Palermo, Sellerio, 2021, ISBN 978-88-389-4295-2.
- Cugina K (Cousine K, 2003), a cura di M.J. Hoyet, Collana L'altra riva, Edizioni Lavoro, 2006, ISBN 978-88-731-3181-6.
- La rosa di Blida (La Rose de Blida, 2005), trad. di L. Barile, Collana Gransassi, Roma, Nottetempo, 2009, ISBN 978-88-745-2215-6.
- L'attentato (L'Attentat, 2005), trad. di Marco Bellini [col titolo L'attentatrice], Collana Strade blu. Fiction, Milano, Mondadori, 2006, ISBN 978-88-045-5923-8; Postfazione dell'autore, Collana La memoria n.1026, Palermo, Sellerio, 2016, ISBN 978-88-389-3488-9.
- Le sirene di Baghdad (Les Sirènes de Bagdad, 2006), trad. di M. Bellini, Collana Strade blu. Fiction, Milano, Mondadori, 2007, ISBN 978-88-045-7296-1.
- Quel che il giorno deve alla notte (Ce que le jour doit à la nuit, 2008), trad. di M. Bellini, Collana Strade blu. Fiction, Milano, Mondadori, 2009.
- L'Olimpo dei diseredati (L'Olympe des infortunes, 2010), Palermo, Sellerio, 2024, ISBN 978-88-317-0999-6 .
- L'equazione africana (L'Équation africaine, 2011), trad. di Raffaella Fontana, Collana Romanzi e racconti, Venezia, Marsilio, 2012, ISBN 978-88-317-1305-4.
- Les Chants cannibales, 2012, Éditions Casbah-Alger.
- Algérie, col fotografo Reza Deghati, éditions Michel Lafon, 2012.
- Gli angeli muoiono delle nostre ferite (Les anges meurent de nos blessures, 2013), trad. di Marina Di Leo, Collana Il contesto n.48, Palermo, Sellerio, 2014, ISBN 978-88-389-3168-0.
- Cosa aspettano le scimmie a diventare uomini (Qu'attendent les singes, 2014), trad. di Marina Di Leo, Collana Il contesto n.59, Palermo, Sellerio, 2015, ISBN 978-88-389-3367-7; Collana Promemoria, Sellerio, 2022.
- L'ultima notte del Rais (La Dernière Nuit du Raïs, 2015), trad. di Marina Di Leo, Collana Il contesto n.62, Palermo, Sellerio, 2015, ISBN 978-88-389-3396-7.
- Dio non abita all'Avana (Dieu n'habite pas La Havane, 2016), trad. di Marina Di Leo, Collana Il contesto, Palermo, Sellerio, 2017, ISBN 978-88-389-3686-9.
- Ce que le mirage doit à l'oasis, con Lassaâd Metoui, Flammarion, 2017.
- Khalil (Khalil, 2018), trad. di Marina Di Leo, Collana Il contesto n.93, Palermo, Sellerio, 2018, ISBN 978-88-389-3827-6.
- L'oltraggio (L’Outrage fait à Sarah Ikker, 2019), trad. di Marina Di Leo, Collana La memoria n.1186, Palermo, Sellerio, 2021, ISBN 978-88-389-4147-4. (Probabilmente  edito anche col titolo de: "L'affronto",  trad. Marina Di Leo, Palermo, Sellerio Editore , 2021)
- Il sale dell'oblio (Le Sel de tous les oublis, 2020), trad. di Marina Di Leo, Collana Il contesto, Palermo, 2022, ISBN 978-88-389-4410-9.
- Pour l'amour d'Elena, 2021.
- I virtuosi (Les Vertueux, 2022), Sellerio, 2025, ISBN 9788838947742